# Sergej
Sergej je mužské křestní jméno. Pochází z latinského Sergius, což bylo římské rodové jméno. Jeho původní význam (servare) je sloužící, opatrovatelský. Svátek slaví 7. října (podle staršího kalendáře).

## Domácké podoby
Seržo, Serjožka, Sergio, Sergiu

## Další podoby
- Sergej: Bulharsky, rusky, srbsky, chorvatsky
- Serhij: Ukrajinsky
- Sergius: Nizozemsky, latinsky, německy
- Serge: Anglicky, francouzsky
- Sergio: Italsky, španělsky
- Sergiu: Rumunsky
- Szergiusz: Maďarsky
- Sergiusz: Polsky

## Známí nositelé
- Sergej Rachmaninov, ruský hudební skladatel a klavírní virtuos
- Sergej Avdějev, ruský kosmonaut a inženýr
- Sergej Antipov, uzbecký hokejista
- Sergei N. Artemov, americký logik ruského původu
- Sergej Petrov, ruský počítačový vývojář
- Sergej Bobrovskij, ruský hokejista
- Sergej Fedorovič Bondarčuk, ruský herec, režisér, filmový a divadelní pedagog
- Sergej Bubka, ukrajinský atlet ve skoku o tyči
- Sergei Babayan, arménsko-americký koncertní pianista
- Sergej Bazarevič, ruský basketbalista
- Sergej Dovlatov, ruský novinář a spisovatel
- Sergej Davydov, ruský krasobruslař
- Sergej Michajlovič Ejzenštejn
- Sergej Alexandrovič Jesenin, ruský básník
- Sergej Fjodorov, ruský hokejista
- Sergei Franklin, americký kameraman
- Sergej Gončar, ruský hokejista
- Sergej Grinkov, ruský bruslař
- Sergej Gukov, ruský fyzik
- Sergej Kopriva, fiktivní postava ze seriálu Mesto tieňov
- Sergej Lavrov, ruský ministr zahraničí
- Sergio Leone, italský režisér
- Sergio Ramos, španělský fotbalista

## Další
- Sergej, přezdívka pro motorové lokomotivy řady 781